# Indy Japan 300 2005
Indy Japan 300 2005 var ett race som var den fjärde deltävlingen i IndyCar Series 2005. Racet kördes den 30 april på Twin Ring Motegi i Japan. Dan Wheldon tog sin tredje seger på fyra starter, och ryckte i tabellen.

## Slutresultat
| Plats | Förare             | Team                     | Grid | Kvaltid |
| ----- | ------------------ | ------------------------ | ---- | ------- |
| 1     | Dan Wheldon        | Andretti Green Racing    | 5    | 26,793  |
| 2     | Scott Sharp        | Fernández Racing         | 3    | 26,763  |
| 3     | Buddy Rice         | Rahal Letterman Racing   | 11   | 26,989  |
| 4     | Danica Patrick     | Andretti Green Racing    | 2    | 26,757  |
| 5     | Bryan Herta        | Andretti Green Racing    | 15   | 27,338  |
| 6     | Tony Kanaan        | Andretti Green Racing    | 10   | 26,911  |
| 7     | Sam Hornish Jr.    | Marlboro Team Penske     | 1    | 26,726  |
| 8     | Darren Manning     | Chip Ganassi Racing      | 12   | 27,023  |
| 9     | Kosuke Matsuura    | Fernández Racing         | 9    | 26,882  |
| 10    | Tomas Scheckter    | Panther Racing           | 6    | 26,795  |
| 11    | Hélio Castroneves  | Marlboro Team Penske     | 4    | 26,764  |
| 12    | Ryan Briscoe       | Chip Ganassi Racing      | 13   | 27,050  |
| 13    | Patrick Carpentier | Cheever Racing           | 14   | 27,255  |
| 14    | A.J. Foyt IV       | A.J. Foyt Enterprises    | 19   | 27,540  |
| 15    | Vitor Meira        | Rahal Letterman Racing   | 7    | 26,802  |
| 16    | Ed Carpenter       | Vision Racing            | 20   | 27,636  |
| 17    | Dario Franchitti   | Andretti Green Racing    | 8    | 26,824  |
| 18    | Roger Yasukawa     | Dreyer & Reinbold Racing | 21   | 27,681  |
| 19    | Alex Barron        | Cheever Racing           | 16   | 27,339  |
| 20    | Paul Dana          | Hemelgarn Racing         | 22   | 27,963  |
| 21    | Scott Dixon        | Chip Ganassi Racing      | 17   | 27,347  |
| 22    | Jeff Bucknum       | Dreyer & Reinbold Racing | 18   | 27,351  |